# Worland, Wyoming
Worland, Wyoming là một thành phố thủ phủ quận Washakie trong bang Wyoming, Hoa Kỳ. Thành phố có tổng diện tích  km², trong đó diện tích đất là  km². Theo điều tra dân số Hoa Kỳ năm 2010, thành phố có dân số 5250 người. 
Thành phố Worland là có sân bay đô thị Worland.
Thành phố nằm bên sông Big Horn ở lưu vực sông Big Horn.
Theo Để điều tra dân số Hoa Kỳ Cục, thành phố có tổng diện tích 4,2 dặm vuông (10,8  km²), trong đó, 4,1 dặm vuông (10,7  km²) đất đai, Nó là 0,1 dặm vuông (0,2  km²) của nó (1,44%) là mặt nước.